# Novantinoe jolyi
Novantinoe jolyi är en skalbaggsart som beskrevs av Santos-silva och Hovore 2007. Novantinoe jolyi ingår i släktet Novantinoe och familjen långhorningar.
Artens utbredningsområde är Venezuela. Inga underarter finns listade i Catalogue of Life.